# Sam Dede
Samuel Dedetoku conocido popularmente por su nombre artístico Sam Dede es un actor, director, político y conferencista nigeriano. Es considerado uno de los actores más ricos e influyentes de Nigeria. Ha aparecido en más de 350 películas, principalmente en papeles secundarios en una carrera que abarca más de 20 años. Es apodado "Ebube" por su papel principal en la película Issakaba.

## Biografía
Sam Dede nació el 17 de noviembre de 1965 en Lagos y posteriormente se mudó a Sapele.

## Carrera
Sam siguió y terminó su educación en la Escuela Secundaria del Gobierno Integral. Después de completar su educación primaria y secundaria, obtuvo su Licenciatura en Artes Teatrales de la Universidad de Port Harcourt. También completó una Maestría en la Universidad de Port Harcourt, a su regreso después de su National Youth Service Corps (NYSC). También actuó en dramas de televisión y telenovelas, mientras que seguía siendo estudiante de pregrado.
Entró en la industria de Nollywood en 1995 y saltó a la fama por su papel en la película Ijele. En 2005, ganó el Premio de la Academia Africana de Cine al Mejor Actor en un Papel de Reparto por su actuación en la película de 2004 The Mayors. Fue honrado con el Premio de Reconocimiento Especial SVAFF 2014 por su trayectoria y contribuciones al cine nigeriano. Fue nominado como Mejor Actor Protagónico en 2018 por su actuación en la película In My Country del 2017.
Fue nombrado director general de la Agencia de Desarrollo Turístico del Estado de Rivers en 2012 ocupando el cargo durante un breve período. También es profesor en la Universidad de Port Harcourt enseñando actuación. Uno de sus estudiantes fue Yul Edochie, actor principal de Nollywood.

## Filmografía seleccionada
- La libreta negra (2023)[16]
- The Legend of Inikpi (2020)
- Kamsi (2018)
- In My Country (2017)
- The Lost Number (2012)
- The Mayors (2004)
- The Last Burial (2000)
- Issakaba (2000)
- Igodo (1999)
- Blood Money (1997)
- Mission to Nowhere
- Darkest Night
- Blood and Oil
- Bumper to Bumper
- Never Die for Love
- 5 Apostles
- Undercover
- Ijele
- Ashes to Ashes